# Карташов Костянтин Миколайович
Карташов Костянтин Миколайович — Заслужений тренер України. Заслужений працівник фізичної культури і спорту України. Суддя Національної категорій з плавання.
Тренер дворазового чемпіона Перших юнацьких Олімпійських ігор у Сингапурі плавця Андрія Говорова та учасниці Олімпійських ігор 2004 року в Афінах плавчині Майструк Ірини.
Також тренер Дениса Кесіля (рекордсмена України на дистанції 200 м батерфляєм та призера чемпіонатів Європи серед юніорів) та Максима Овчіннікова (чемпіона світу та Європи на короткій воді).

## Біографія
З 1992 року повністю перейшов на тренерську роботу.
З 2001 року — Суддя Національної категорій з плавання. Станом на 2025 рік включений до переліку Суддів Національної та міжнародної категорій з плавання.
У 2011 році увійшов до десятки найкращих тренерів Дніпропетровщині.
Наразі працює старшим тренером у КЗ «Дніпропетровський фаховий коледж спорту» Дніпропетровської обласної ради", тренування з плавання проводить в СК «Метеор», м. Дніпро.
Неодноразово, як старший тренер, брав участь у підготовці спортсменів національної збірної до міжнародних змагань рівня чемпіонатів Європи, світу, Олімпійських ігор.

## Освіта
- 2010 рік — Запорізький інститут післядипломної освіти Класичного приватного університету, кваліфікація — викладач фізичного виховання.[15]

### Педагогічне звання та категорія
- З 2021 року педагогічне звання — «учитель-методист», категорія — «спеціаліст вищої категорії».[15]
- З 2025 року педагогічне звання — «старший викладач», категорія — «спеціаліст вищої категорії».[16]

## Видомі вихованці
- Майструк Ірина — учасниця Олімпійських ігор 2004 року в Афінах[5]
- Андрій Говоров — дворазовий чемпіон перших літніх Юнацьких Олімпійських ігор 2010 року в Сінгапурі;[5] учасник Олімпійських ігор 2012 року у Лондоні;[5] учасник Олімпійських ігор 2016 року у Ріо-де-Жанейро;[5] призер чисельних Чемпіонатів світу та Європи, неодноразовий переможець Універсіади.
- Кесіль Денис — учасник ІІІ літніх Юнацьких Олімпійських ігор 2018 рік;[5]
- Трояновський Ігор — учасник ІІІ літніх Юнацьких Олімпійських ігор 2018 рік;[5] учасник Олімпійських ігор 2021 року у Токіо[5]
- Максим Овчінніков — чемпіон світу та Європи на короткій воді[6]

## Цікаві факти
У березні 2014 року підтримав свого вихованця Андрія Говорова, який на п'єдесталі в Італії закликав міжнародну спільноту підтримати мир в Україні.
Має розмір спортивного одягу — XL та розмір взуття — 43.

## Відзнаки
- Заслужений працівник фізичної культури і спорту України (25 липня 2013) — за значний особистий внесок у розвиток студентського спорту, підготовку спортсменів міжнародного класу, забезпечення високих спортивних результатів національної збірної команди України на XXVII Всесвітній літній Універсіаді в Казані[2]
- Заслужений тренер України (2009 рік)[15][19]